# توم برايدوود
توم برايدوود هو منتج أفلام ومخرج وممثل كندي، ولد في 27 سبتمبر 1948 بكولومبيا البريطانية في كندا.

## أعمال

### مسلسلات
- الملفات الغامضة

## وصلات خارجية
- توم برايدوود على موقع IMDb (الإنجليزية)
- توم برايدوود على موقع ألو سيني (الفرنسية)
- توم برايدوود على موقع أول موفي (الإنجليزية)
- توم برايدوود على موقع قاعدة بيانات الفيلم (الإنجليزية)
- توم برايدوود على موقع كينوبويسك (الروسية)